# Johann Baptist Cramer

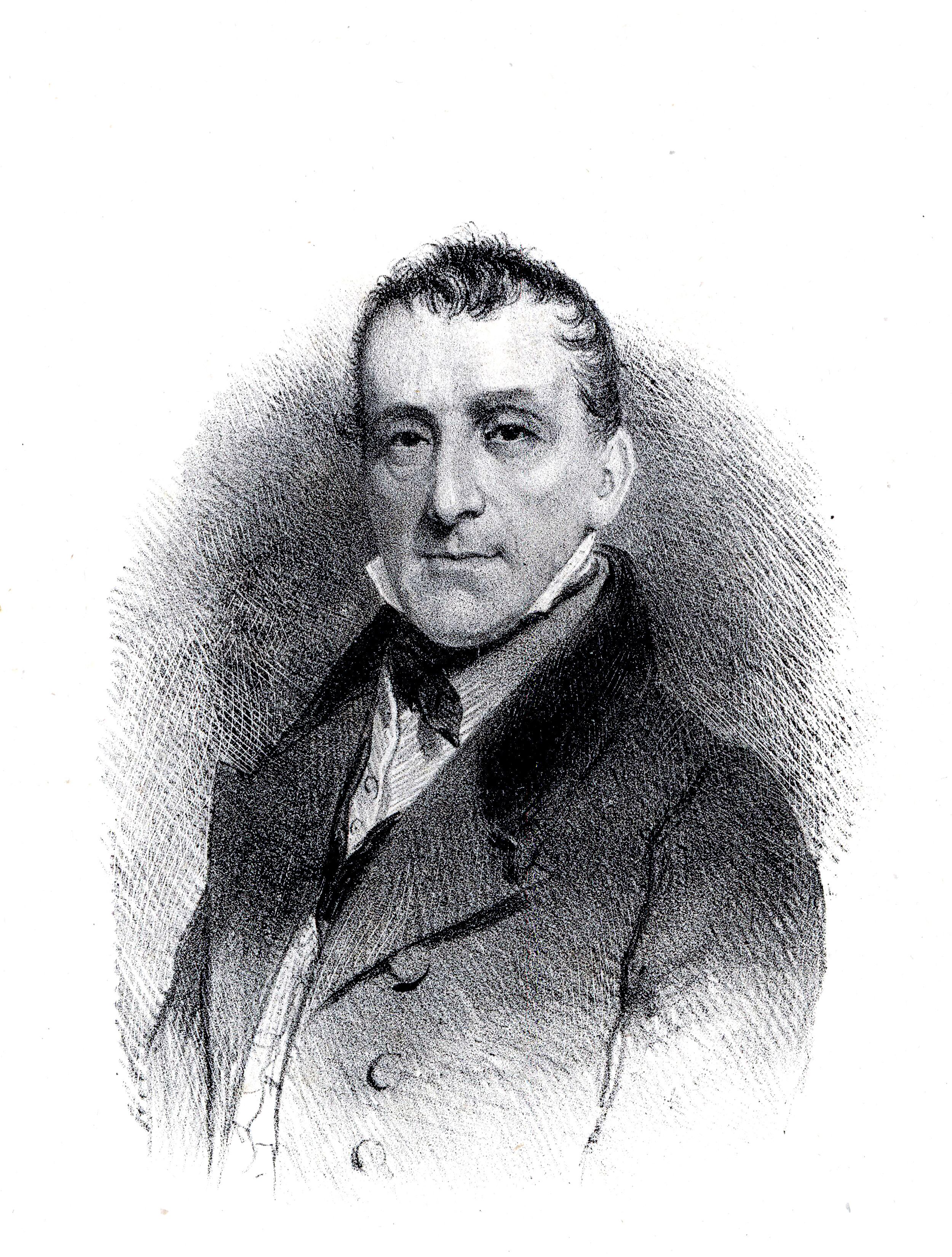
Johann Baptist Cramer

Johann Baptist Cramer (* 24. Februar 1771 in Mannheim; † 16. April 1858 in Kensington, London) war ein englischer Pianist und Komponist deutscher Abstammung.

## Leben
Cramer, der als Dreijähriger mit seinen Eltern nach London kam, war einer der berühmtesten Pianisten seiner Zeit und daneben als Klavierpädagoge bekannt. Die britische Königin Victoria war von seinem Auftritt begeistert. Seine Lehrer waren Hélène de Montgeroult und Clementi. Sein Vater Wilhelm war ein bekannter Geiger im damals berühmten Orchester am Mannheimer Hof; ebenso sein Großvater.
Auf seinen mehrjährigen Konzertreisen (1788–1790 und 1799–1800) durch Europa lernte er auch Beethoven kennen.
Cramer war in London auch als Unternehmer im Klavierbau und als Musikverleger erfolgreich. Die Pianomarke existiert noch heute und ist im Fernen Osten gefragt.
1824 gründete er mit Thomas Frederick Beale und Robert Addison den Verlag Cramer, Addison & Beale (später Cramer & Co.), der unter dem Namen J. B. Cramer & Co. Ltd. ebenfalls noch heute besteht. Cramer war Mitbegründer der Philharmonischen Gesellschaft in London.
Seine als fünfter Teil der Großen praktischen Pianoforte-Schule (1815) herausgegebenen vierundachtzig Etüden op. 50, (1804–1810 entstanden), sind heute noch von Bedeutung und in der Klavierpädagogik unverzichtbar, sie wurden von Hans von Bülow überarbeitet (Cramer-Bülow-Etüden).
Ein Teil seiner Klavierwerke ist von eher einfacher Struktur, dabei handelt es sich um Werke, die er für seinen Verlag schrieb, um die große Zahl der Amateure mit „echtem Cramer“ zu versorgen. Seine vollgültigen Werke schuf er in erster Linie für sich selbst. Diese stehen stilistisch zwischen Hummel und Beethoven und sind technisch anspruchsvoll.
Beethovens Biograph Alexander Wheelock Thayer berichtet, dass Beethoven seinem Adlatus Ferdinand Ries gegenüber Cramer als einzigen Pianisten und Virtuosen-Komponisten ausdrücklich lobte.

## Werke (Auswahl)

### Klavier
Klaviersonaten
- La Parodie op.43 (1810)
- L’Ultima op.53 (1815)
- 3 Sonaten Les Suivantes op.57 - op.59 (1817–1818)
- Le Retour à Londres op.62 (1818)
- L’Amicitia op.64 (1825)

### Klavier und Orchester
- 1. Klavierkonzert Es-Dur op.10 (1795)
- 2. Klavierkonzert d-Moll op.16 (1797)
- 3. Klavierkonzert d-Moll op.26 (1802)
- 4. Klavierkonzert C-Dur op.38 (1807)
- 5. Klavierkonzert c-Moll op.48 (1813)
- 6. Klavierkonzert Es-Dur op.51 (1815)
- 7. Klavierkonzert E-Dur op.56 (1817)
- 8. Klavierkonzert d-Moll op.70 (1825)